# Борха Урібе
Борха Урібе (ісп. Borja Uribe; нар. 24 червня 1964) — колишній іспанський тенісист.
Найвищу одиночну позицію світового рейтингу — 226 місце досяг 11 грудня 1989, парну — 92 місце — 19 червня 1989 року.
Найвищим досягненням на турнірах Великого шолома було 2 коло в парному розряді.

## Титули на челленджерах

### Парний розряд: (2)
| Ранг | Рік  | Турнір                | Покриття | Партнер            | Суперники                    | Рахунок       |
| ---- | ---- | --------------------- | -------- | ------------------ | ---------------------------- | ------------- |
| 1.   | 1988 | Страсбург, Франція    | Ґрунт    | Хуан Карлос Багена | Павел Войтішек Іво Вернер    | 6–4, 6–3      |
| 2.   | 1989 | Vilamoura, Португалія | Тверде   | Маркос Горріс      | Сімоне Коломбо Девід Фелгейт | 6–1, 3–6, 7–6 |